# Ascleropsis similis
Ascleropsis similis es una especie de coleóptero de la familia Oedemeridae.

## Distribución geográfica
Habita en Shanxi (China).